# Cathédrale Notre-Dame de Mercedes
Cette  cathédrale et basilique n’est pas la seule cathédrale Notre-Dame ni la seule basilique Notre-Dame.
La cathédrale Notre-Dame de Mercedes (appelée localement Nuestra Señora de las Mercedes), ou simplement cathédrale de Mercedes, est le siège de l’archidiocèse de Mercedes-Luján en Argentine. Elle est construite dans la ville de Mercedes, province de Buenos Aires. 

## Historique

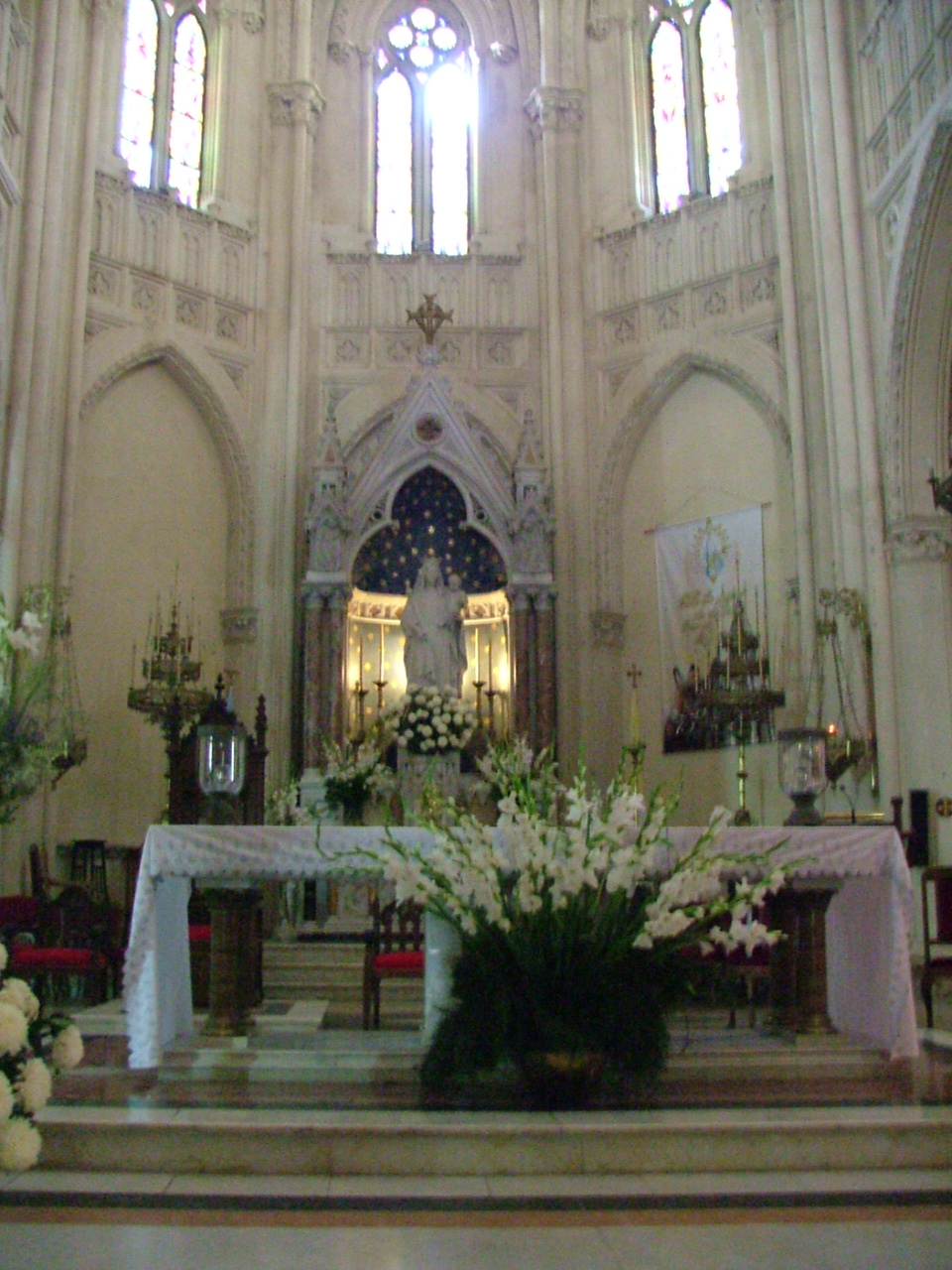
Le chœur.

Au XVIIIe siècle, il y eut à cet endroit une chapelle militaire, liée à la garnison de Luján qui surveillait la frontière avec les territoires indiens et dédiée à la Virgen de las Mercedes patronne de la campagne de Buenos Aires. En 1824, on constitua une paroisse appelée pendant cinq ans paroisse des Anges Gardiens Le gouvernement d’alors sous l’autorité de gouverneur de la province Juan Manuel de Rosas, décida de la construction d’une église. À partir de 1830 le nom de Nuestra Señora de las Mercedes s’incorpora définitivement dans la dénomination de l'église.
Cette église fut démolie en 1904, et on entreprit la construction de ce qui allait devenir l’actuelle basilique-cathédrale. Celle-ci fut inaugurée le 16 avril 1921.
La création du diocèse de Mercedes date du 20 avril 1934, avec la bulle Nobilis Argentinae nationis, de Pie XI. Le 10 mai 1996 son nom devint diocèse de Mercedes-Luján. Le diocèse fut élevé au rang d’archidiocèse argentin dépendant directement du Saint-Siège le 21 novembre 1997, grâce à la bulle papale Omnibus Satis Sonstat, de Jean-Paul II.

## Situation
L’archidiocèse comprend plusieurs partidos (équivalents d'arrondissements) situés en province de Buenos Aires, à savoir les partidos d’Alberti, de Carmen de Areco, de Chacabuco, de Chivilcoy, de General Las Heras, de General Rodríguez, de Junín, de Leandro N. Alem, de Lobos, de Luján, de Marcos Paz, de Mercedes, de Navarro, de San Andrés de Giles et de Suipacha.
L’importance de cet archevêché se comprend lorsque l’on sait que la ville de Luján, située sur son territoire est considérée comme la capitale religieuse de l’Argentine, grâce aux millions de pèlerins qu’elle draine chaque année.